# 송호영 (축구 선수)
송호영(宋號營, 1988년 1월 21일 ~ )은 대한민국의 축구 선수로서 포지션은 공격수이다.

## 축구인 생활

### 선수 생활
2009년 경남 FC에 입단하며 프로 무대에 데뷔하였고, 정규리그 23경기에 출전하여 43골을 기록하였다.
2010년 1월, 성남 일화 천마로 이적하였다. 주로 후반전에 교체 투입되어 경기의 흐름을 바꾸는 조커로 활용되었고 2010 ACL 결승전에 선발 출전하여 성남의 우승에 확실하게 기여 하였다.
2012 시즌을 앞두고 이현호와 맞트레이드되어 제주 유나이티드 FC로 이적하였다.
2014 시즌을 앞두고 친정팀 경남 FC로 임대 이적하였으나 많은 경기에 출전하지 못하였고 여름 이적 시장을 통해 K리그 챌린지 부천 FC로 완전 이적하였으나, 역시 출전 기회를 잡지 못하였다.(안잡은걸수도?)
2015년에는 내셔널리그의 천안시청 축구단으로 이적하였다.